# Jean-Jacques Erbstein
Pour les articles homonymes, voir Erbstein.
Jean-Jacques Erbstein, né le 28 septembre 1965 à Thionville, est un médecin, écrivain et chroniqueur médical de radio et de télévision français.

## Biographie
Jean-Jacques Erbstein est né dans une famille de journalistes où le bruit des machines à écrire et la communication ont marqué son enfance et influencé ses futures orientations professionnelles.[réf. souhaitée]

### Études
Jean-Jacques est le second fils des trois enfants de Roland Erbstein (1934-2017) et de Marguerite Erbstein, née Thomé (1931-2020), tous deux journalistes à L'Est républicain. Comme pour son frère aîné, son enfance et son adolescence se passent au gré des affectations de ses parents, à Thionville, Longwy, Lunéville (école et collège de 1972 à 1980) puis Nancy, où il fréquente le lycée Henri-Poincaré, en étant reçu au baccalauréat C en 1983. Il s'inscrit pour l'année scolaire suivante à la Faculté de médecine de Nancy. Au cours de son internat, il passe trois semestres à l'hôpital de la Société de Secours Minière de Moselle-Est de Freyming-Merlebach, puis son dernier semestre à Nancy au SMUR du Pr Larcan, des stages qui lui fourniront le sujet de sa thèse de doctorat « Évaluation de l'activité des gardes de médecine à l'hôpital de Freyming-Merlebach », soutenue en 1994. Il effectue des études complémentaires avec un DU « Politique européenne de santé » à Nancy en 1993-1994, un DIU « Études approfondies des polyarthrites et des maladies systémiques » à Lille en 2011-2012, un DIU « Manifestations dermatologiques des maladies systémiques » à Montpellier en 2012-2013, et devient membre du club « Rhumatologie et inflammation » de la Société française de rhumatologie.[réf. souhaitée]

### Exercice médical
Jean-Jacques Erbstein est engagé en 1994 comme médecin généraliste salarié à Créhange au sein du système de santé des HBL intégré plus tard au réseau Filieris. Il est qualifié en médecine générale orientée pédiatrie et médecine interne. Il intervient aussi comme médecin capitaine des sapeurs-pompiers de Faulquemont de 1994 à 2004.[réf. souhaitée]

#### Attitude controversée pendant la pandémie de 2020
En avril 2020, quelques semaines après l'apparition en France des premiers cas de Covid-19 et la forte mortalité qui l'accompagne, le Dr Erbstein se trouve au cœur d'une polémique, consécutive à la publication dans l'L'Est républicain et Le Parisien d'articles rapportant le traitement de patients symptomatiques par une association médicamenteuse combinant azithromycine (antibiotique), sel de zinc, montélukast (antiasthmatique) et héparine de bas poids moléculaire (antithrombotique). À l'époque, le seul médicament ayant une autorisation de mise sur le marché dans cette indication est le paracétamol,. Bien qu'il s'agisse pour le médecin généraliste minier[Quoi ?] d'un choix thérapeutique empirique au sein[pas clair] d'une population particulière par la fréquence des bronchopneumopathies chroniques obstructives, et non d'une étude de recherche clinique, le Conseil départemental de Moselle de l'ordre des médecins lui demande des explications sur le fait qu'il n'a pas respecté la règlementation sur les essais cliniques. Pendant cette difficile période de sa vie professionnelle, le Dr Erbstein se justifie dans son pamphlet « Je ne pouvais pas les laisser mourir ! : Le cri d'un généraliste en guerre » et au cours d'un entretien sur Sud Radio. C'est trop pour[Interprétation personnelle ?] le Conseil national de l'Ordre des médecins, qui dépose une plainte devant la chambre disciplinaire de Grand Est le 31 mars 2021. Celle-ci prononce un avertissement à l'encontre du médecin en février 2022. En 2024, le Conseil de l'ordre, ayant fait appel devant la chambre disciplinaire nationale de cette décision, voit la plupart de ses griefs rejetés ; plus rien n'est reproché au Dr Erbstein dans sa pratique de médecin, mais il est sanctionné par un blâme pour sa communication dans les médias,.

### Écrivain
C'est à partir de 2017, après avoir reçu des conseils de ses parents et d'Éric Marchal, que Jean-Jacques Erbstein commence une carrière d'écrivain. Ses œuvres sont inspirées par son expérience de médecin généraliste et au sein des urgences, sa longue maladie,, l'histoire du charbon lorrain et de ses mineurs, ainsi que l'histoire de son père, fils de Hongrois installés à Paris à la fin des années 1920, enfant caché sous Vichy et membre d'une famille victime de la Shoah. Il a reçu par deux fois le prix Littré du Groupement des écrivains médecins.

### Autres activités
Jean-Jacques Erbstein fait ses premières armes de journaliste à la faculté de médecine et au début des années 1990 comme directeur de publication d'Idées, journal du comité nancéien de la jeunesse radicale de Laurent Hénart. Il se tourne dès 1996 vers la communication médicale sur internet, d'abord à titre personnel, puis en tant que fondateur et dirigeant d'entreprises sous forme de société par actions simplifiée.[réf. souhaitée]

#### Entrepreneur
- Fondateur et dirigeant de 1996 à 2018 de Concept Infos[source secondaire souhaitée], société pour la création de sites internet, de vidéos de formation médicale continue en France, États-Unis, Chine, Brésil, Russie, Europe, et la production de films médicaux institutionnels.
- Fondateur et dirigeant de Med It[source secondaire souhaitée] en 2018, société de conseil en relations publiques et communication.
- Cofondateur en 2020 et ancien président de R-MES (Reassurance Management Express System), commercialisant une application de communication entre les soignants et les proches ou aidants de personnes hospitalisées en chirurgie pour les renseigner en temps réel sur le parcours opératoire du patient[14]. L'application a été étendue à la communication entre le patient et sa famille. En 2024, elle est utilisée dans une dizaine d'hôpitaux du Groupe SOS et du groupe Cap Santé.

#### Chroniqueur
- Intervenant médical sur France Bleu Sud Lorraine depuis 2018[15].
- Intervenant médical sur Tandem TV, chaîne francophone israélienne, depuis 2021 dans l'émission « Duo de Doc' »[source secondaire souhaitée].

## Publications

### Romans
- L'homme fatigué, Le Coudray-Macouard, Feuillage, 2017, 322 p. (ISBN 978-2373970586), prix Littré du roman 2017 ;
- Les voyages de Philibert : 1915 – Les amoureux des Deux Magots, Versailles, Les Passagères, 2019, 292 p. (ISBN 979-10-94135-35-8) ;
- Les voyages de Philibert : 1349 – Miserere nobis  (préf. Pr Jean-Roger Le Gall), Versailles, Les Passagères, 2020, 200 p. (ISBN 979-10-94135-51-8) ;
- Les volets bleus : Les loups de la Puszta  (préf. Sylvie Hamel), Versailles, Les Passagères, 2022, 346 p. (ISBN 979-10-94135-63-1) ;
- Les volets bleus : Les chemins du désespoir  (préf. Chantal Didier), Versailles, Les Passagères, 2022, 376 p. (ISBN 979-10-94135-65-5) ;
- Marcelle, Versailles, Les Passagères, 2024, 340 p. (ISBN 979-10-94135-85-3).

### Autobiographie romancée
- Le blues de la blouse blanche : conversation d'un médecin avec sa maladie  (préf. Pr Michèle Kessler), Versailles, Les Passagères, 2019, 160 p. (ISBN 979-10-94135-23-5)[16].

### Essais et pamphlets
- Je ne pouvais pas les laisser mourir ! : Le cri d'un généraliste en guerre, Bussy-Saint-Georges, JDH, coll. « Uppercut », 2020, 60 p. (ISBN 978-2381270401) ;
- Masques VS Pas masques, Bussy-Saint-Georges, JDH, coll. « Versus », 2020, 56 p. (ISBN 978-2381270807) ;
- Je ferai tout pour soulager les souffrances : Chroniques d'un médecin sur des fins de vie  (préf. Pr Jean-Roger Le Gall), Versailles, Les Passagères, 2023, 140 p. (ISBN 979-10-94135-79-2), prix Littré de l'essai Gilbert Schlogel 2024.

### Ouvrages collectifs
- Pauline Bebe, Claude Berger, Gérard Haddad, Rachel Hausfater, Michel Klein, Annie Moser, Roland Erbstein, Jean-Jacques Erbstein et al., Paroles de la rue des Rosiers : Récits et nouvelles, Paris, OSE, 2017 (ISBN 978-29-56221-80-7) ;
- Jean-Jacques Erbstein (dir.) et al. (avec les contributions, entre autres, de Nicolas Mathieu, Anne Goscinny, Camille Laurens, Lorraine Fouchet, Richard Berry, Charlélie Couture, Plantu, Damien Glez, Rachel Khan, Éric Marchal, Marylène Bergmann, Patrick Braoudé et Sophie Loubière), Dessine-moi un médecin ! : Dessins d'enfants & mémoire d'écrivains, Versailles, Les Passagères, 22 octobre 2024, 160 p., 16 × 24 cm (EAN 9791094135938) ;
- Jean-Jacques Erbstein (dir.), Galith Benzimra, Jérôme Haas, Avi Vanwetter et Naqdimon Weil, Lettres à mon ami antisioniste, Le Coudray-Macouard, Les Unpertinents, 2024, 200 p. (ISBN 979-1097174866)

## Récompenses et distinctions

### Prix littéraires
Jean-Jacques Erbstein a reçu par deux fois le prix Littré du Groupement des écrivains médecins :
- 2017 : prix Littré du roman[13] ;
- 2024 : prix Littré de l'essai Gilbert Schlogel.